# Leptotarsus (Tanypremnella) maldonadoi
Leptotarsus (Tanypremnella) maldonadoi is een tweevleugelige uit de familie langpootmuggen (Tipulidae). De soort komt voor in het Neotropisch gebied.